# Tesla Model 3
Tesla Model 3 — электрический пятиместный седан производства компании Tesla. Модель была представлена 31 марта 2016 года. Tesla Model 3 разработана на новой платформе, отличной от той, что используется в Tesla Model S и Tesla Model X.
Автомобиль вначале производился во Фримонте, штат Калифорния, аккумуляторы и электромоторы поставлял завод Gigafactory 1. В дальнейшем автомобиль начал производиться также в Шанхае.

## Комплектация и особенности
- Первая версия Tesla Model 3 оснащена батареей увеличенной ёмкости (Long Range, LR), одним мотором (задним, RWD) и «премиальным пакетом» общей стоимостью от 49 тысяч долларов Model 3 с батареей увеличенной ёмкости разгоняется от 0 до 100 км/ч за 5,6 секунды, имеет запас хода в 354 км[2]. В состав «премиального пакета» входит стеклянная крыша, улучшенная отделка и кресла, автоматизированные боковые зеркала и премиальная аудиосистема. В качестве опций предлагается доплатить: $5000 за улучшенный автопилот, $3000 за (будущую) возможность полного самоуправления (full self driving capabilities), $1500 за 19 дюймовые колёса и $1000 за любую расцветку кроме чёрной[3]. Данная версия производится с середины 2017 года.
- C середины 2018 года выпускается версия с двумя моторами (AWD, от $54 тыс., 0—100 км/ч за 4,5 с) и версия с улучшенной производительностью (Performance AWD, от $64 тыс., 0—100 км/ч за 3,5 с). Обе версии комплектуются «премиальным пакетом» и батареей увеличенной ёмкости и имеют запас хода в 310 миль (500 км).[4]
- В 4 квартале 2018 года версию Long Range RWD с задним мотором сменила «промежуточная» версия Midrange (MR), которая отличается меньшим запасом хода (260 миль=420 км), менее быстрым разгоном (100 км/ч за 5.6 с) и меньшей стоимостью — от $45 тыс.[5]
- В базовой комплектации автомобиль оснащён стандартной батареей (Standart Range, SR), обладает запасом хода в 350 км и разгоняется до 100 км/ч за 5.6 с. Производство базовой версии со стандартной батареей стоимостью от 35 тысяч долларов начали в первом квартале 2019.

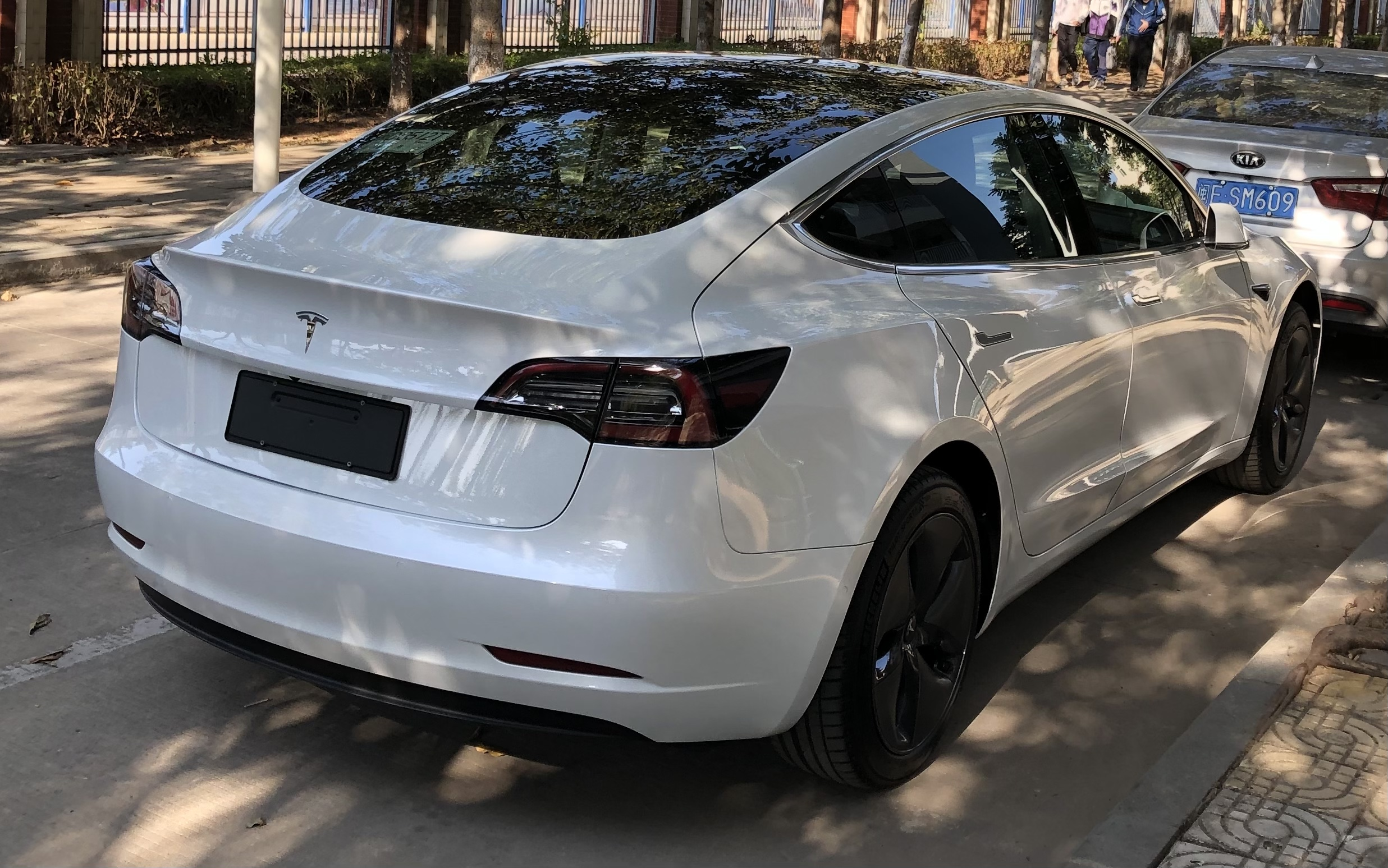
Tesla Model 3

Как и старшие модели, Tesla Model 3 комплектуется системой автопилота, а также имеет доступ к фирменной сети зарядок Supercharger. Однако, в отличие от старших моделей Tesla, владельцам Model 3 придётся платить за зарядку на станциях Supercharger. У машины два багажника, панорамное остекление и 15-дюймовый сенсорный экран, полностью заменивший приборную панель. Компания заявила, что коэффициент аэродинамического сопротивления составил 0,23.
В сентябре 2018 Национальное управление безопасностью движения на трассах (англ. National Highway Traffic Safety Administration, NHTSA) оценило электромобиль Tesla Model 3 в максимально возможные пять баллов. Причем автомобилю удалось получить 5/5 во всех проведенных краш-тестах.. В тестах Euro NCAP и IIHS Model 3 также получила максимально возможную оценку безопасности. Таким образом, Tesla Model 3 является одним из наиболее безопасных автомобилей на рынке.

## История
Изначально электромобиль должен был называться Tesla Model Е, но компания Ford подала на Tesla Motors в суд, который и выиграла, получив право на название Model E.
1 апреля 2016 года в день презентации прототипа модели было открыто резервирование. К началу презентации компания получила 115 тыс. заявок. Всего за первые сутки машину зарезервировали 180 тыс. человек, внеся депозит в одну тысячу долларов. Это число превысило общее число продаж автомобилей компании за всю историю. Число заказов за первые три дня достигло 276 тыс., за первую неделю — 325 тыс., а к 16 мая 2016 года достигло 373 тыс.. Через день после старта резервирования Илон Маск сообщил, что компания будет вынуждена пересмотреть собственный производственный план.
19 мая стало известно, что Tesla Motors продаст собственных акций на $1,4 млрд и пустит привлечённые средства на расширение производства до 500 тыс. автомобилей уже к 2018 году.
31 мая 2016 года на ежегодном собрании акционеров Илон Маск объявил, что владельцы Model 3 будут платить за пользование фирменной сетью зарядных станций Supercharger или должны приобрести соответствующую опцию. Причиной этого решения компания назвала желание максимально уменьшить начальную стоимость автомобиля.
2 июня Маск сообщил, что разработка Model 3 практически завершена, и компания планирует окончить разработку через шесть недель, оставив любые новые идеи для следующих версий. Также было объявлено, до конца 2016 года состоится мероприятие, посвящённое Model 3. Издание The Verge предполагает, что речь шла о презентации готовой к производству версии электромобиля.
28 июля 2017 года журналистам и сотрудникам компании были представлены первые 30 серийных Tesla Model 3. Приоритет в очереди на получение достался сотрудникам компании.
Первые поставки не связанные с компанией заказчикам планировались на ноябрь—декабрь 2017 года. Поставки Tesla Model 3 в стандартной комплектации за 35 000$ планировалось начать в конце 2017, а весной 2018 года поставлять версии с 2 моторами (D), в дальнейшем с улучшенной производительностью (PD). Первые поставки Tesla Model 3 за пределы США планировалось начать в конце 2018, а выпуск версии с правым рулём только в 2019 году.
В 3 квартале 2017 года было произведено 260 Tesla Model 3.
В 4 квартале 2017 года произведено 2425 автомобилей.
В 1 квартале 2018 года произвели 9766 автомобилей.
Во 2 квартале 2018 года было произведено 28 578 автомобилей. До 2 квартала 2018 в производстве была только Long Range версия с одним мотором(RWD).
Во 2 квартале 2018 года началось производство и поставки версии с двумя моторами и улучшенной производительностью. Для всех вышеперечисленных версий предполагаемый запас хода составляет 500 км.
В 3 квартале 2018 года было произведено 53 239 автомобилей, причём электромобилей с двумя моторами было произведено больше, чем с одним. 13 октября 2018 года с конвейера сошел электромобиль Tesla Model 3 под порядковым номером 100 000.
В 4 квартале 2018 года было произведено 61 394 автомобилей, всего за 2018 год было изготовлено 145 846 экземпляров Model 3. Таким образом, Model 3 стала самым продаваемым электромобилем в 2018 году, обойдя Nissan Leaf и BAIC EC. И это несмотря на то, что в 2018 году цена на самые доступные модификации Model 3 была от 45 000 долларов (производство базовой версии ценой от 35 000 долларов планируют запустить в 2019 году), а продажи за пределами Северной Америки ещё не начались.
В 1 квартале 2019 года было произведено 62 950 Model 3, во втором квартале 2019 года — 72 531 Model 3. В первом квартале 2019 года начались продажи Model 3 за пределами Северной Америки, прежде всего в Европе и Китае. В первом-втором квартале 2019 года в Европе были доступны только машины с левым рулём и в дорогих комплектациях. Первые Model 3 с правым рулём прибыли в Великобританию в конце июня-начале июля 2019 года.

## Продажи
Tesla Model 3 стала первой моделью компании, ориентированной на массовый рынок. Число предзаказов (стоимостью $1000) на этот электромобиль превысило 232 000 через 2 дня после презентации (31 марта 2016), и составляло более 500 000 летом 2017 года. Отпускная цена установлена на уровне в $35 тыс., однако часть первых покупателей сможет получить федеральный налоговый вычет в размере $7500. Государственная поддержка распространяется на первые 200 тысяч электроавтомобилей любого производителя, проданных в США. Tesla Motors к концу марта 2016 года реализовала 125 тыс. машин, из них лишь часть пришлась на внутренний рынок. Общее количество проданных в США автомобилей марки Tesla достигло 200 000 в 3 квартале 2018 года, соответственно, полный налоговый вычет в размере $7500 получат покупатели получившие Tesla до конца 2018 года. Для автомобилей купленных в первом полугодии 2019 вычет уменьшится до $3750, а во втором полугодии 2019 до $1875.
В связи с действием налогового вычета, а также логистикой и превышением спроса над предложением (огромным числом предзаказов), первые поставки Model 3 за пределы Северной Америки начнутся не раньше 1 квартала 2019 года.
В 2021 году дефицит чипов и большой объем поставок авто Tesla привел к парадоксу: на вторичном рынке Model 3 дороже, чем новый из салона. В октябре 2021 года базовая версия стоит 42 тысячи долларов.

### в России
На российском рынке ввиду соотношения цены с характеристиками заметно проиграла рынок своим же двум старшим моделям  X и S.  Стоимость новой 3 максимальной мощностью в 350 ЛС составляет от 5 до 6,5 млн. рублей. Для сравнения стоимость модели S мощностью от 800 ЛС и выше не говоря уже о других параметрах составляет от 8 до 10 млн. рублей.

## Конкуренты
Летом 2018 был опубликован список автомобилей, которых чаще всего сдавали в обмен с доплатой (trade in) на Model 3: Toyota Prius, BMW 3 серии, Honda Accord, Honda Civic и Nissan Leaf. Из этого списка только Nissan Leaf является полностью электрическим, а Toyota Prius — гибридом. Что интересно, большинство этих автомобилей стоят значительно дешевле чем Model 3 (стоимость которой в 2018 году начинается от 49 000$). Из этого списка BMW 3 серии наиболее близок к Model 3 по стоимости, размерам и скоростным характеристикам.

## Галерея

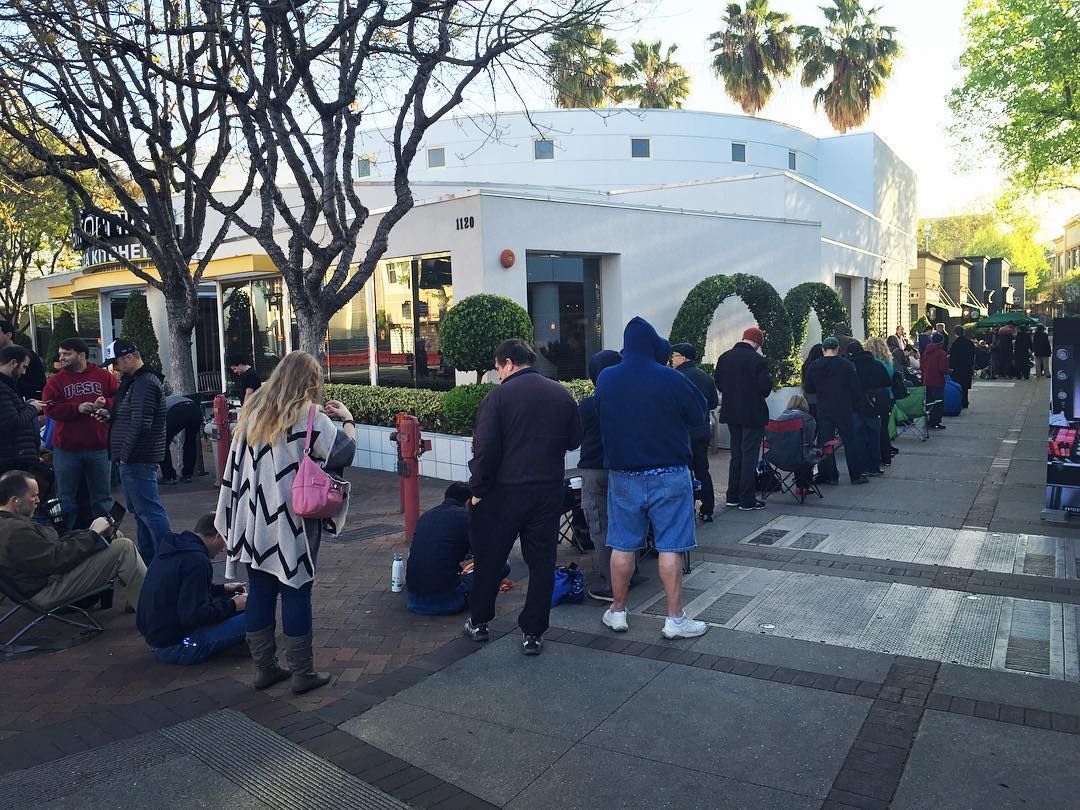
Очередь на резервирование автомобиля в день презентации. Уолнат-Крик, Калифорния
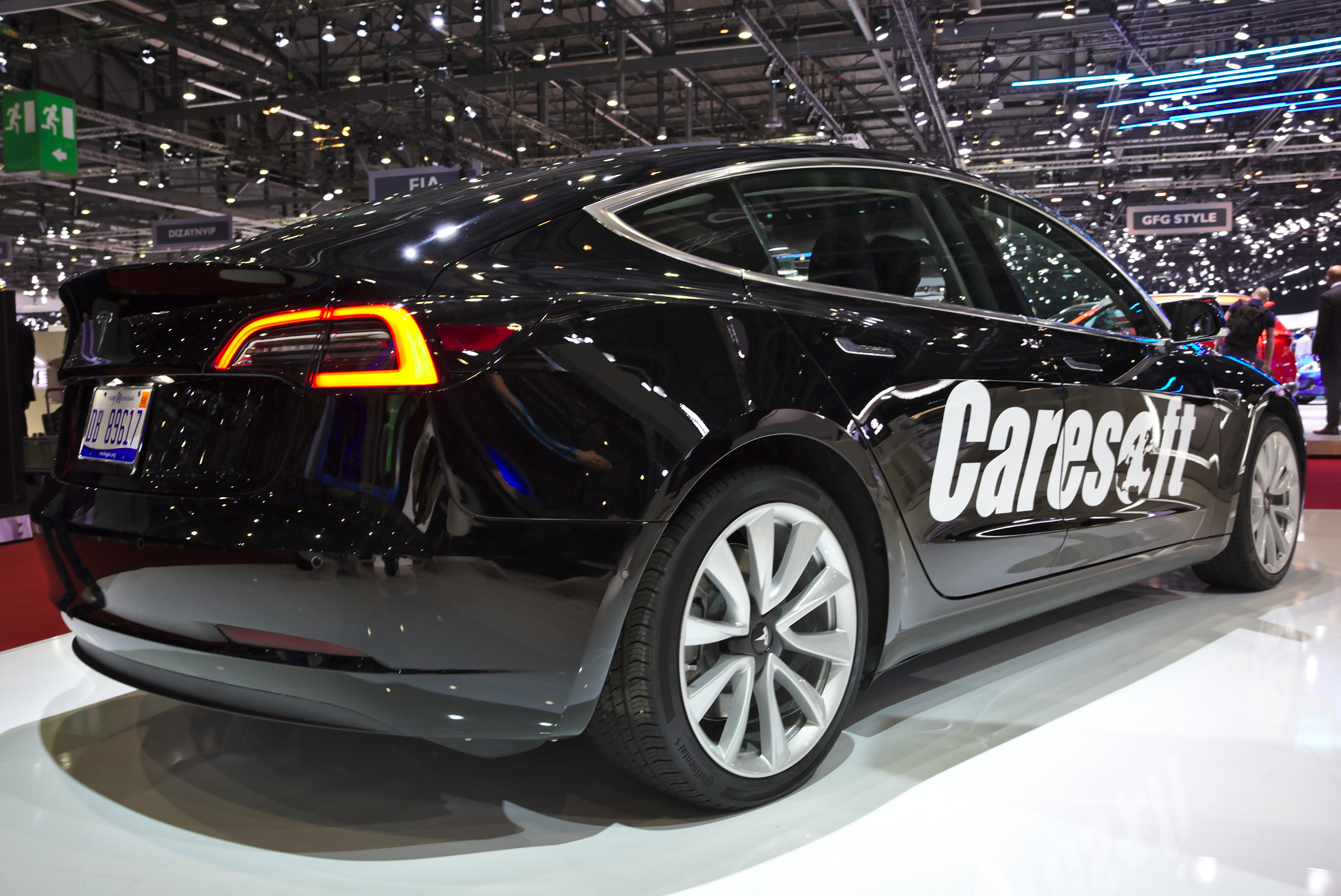
Tesla Model 3. Вид сзади
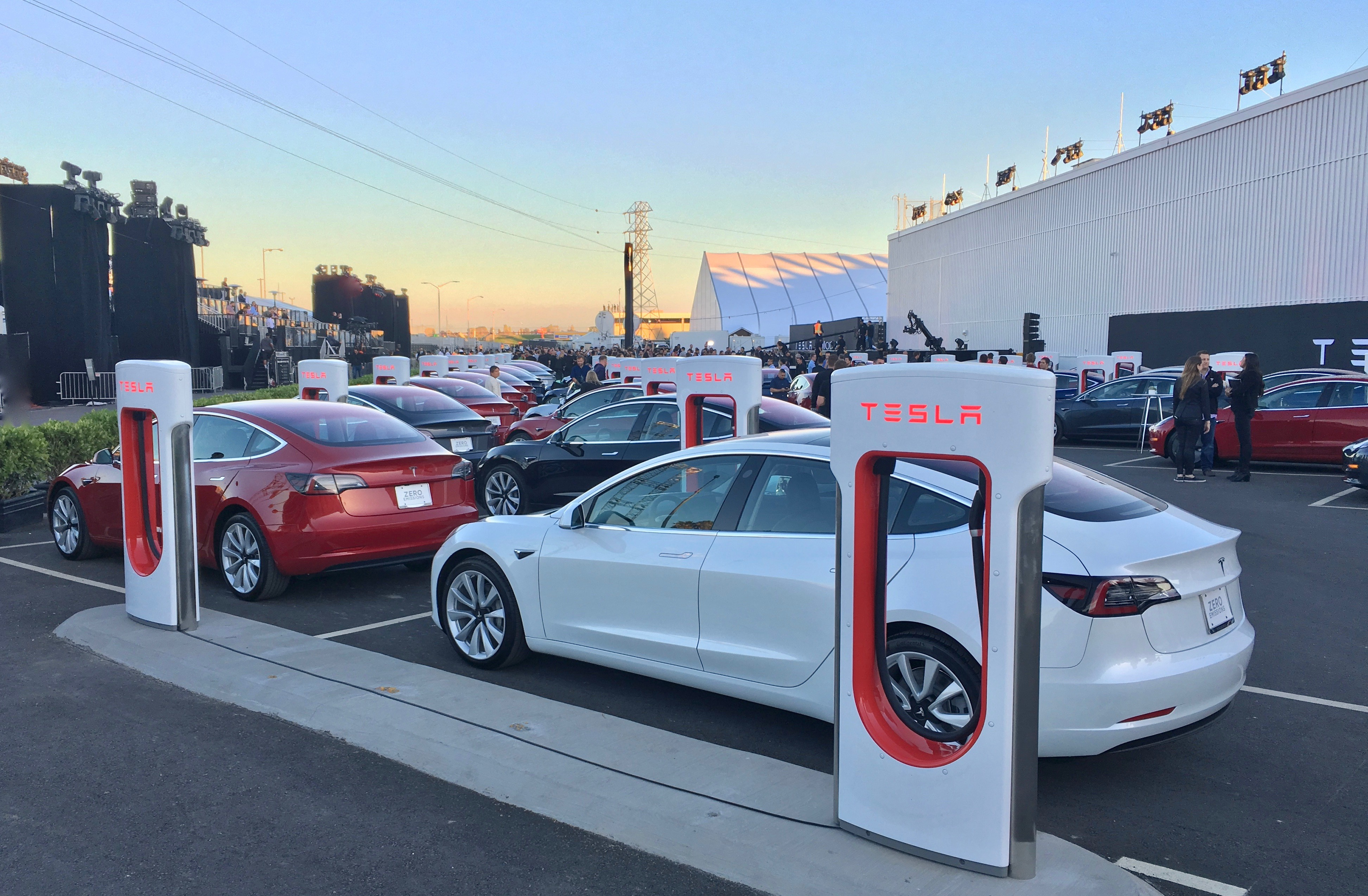
Первые экземпляры Model 3, готовые к отгрузке
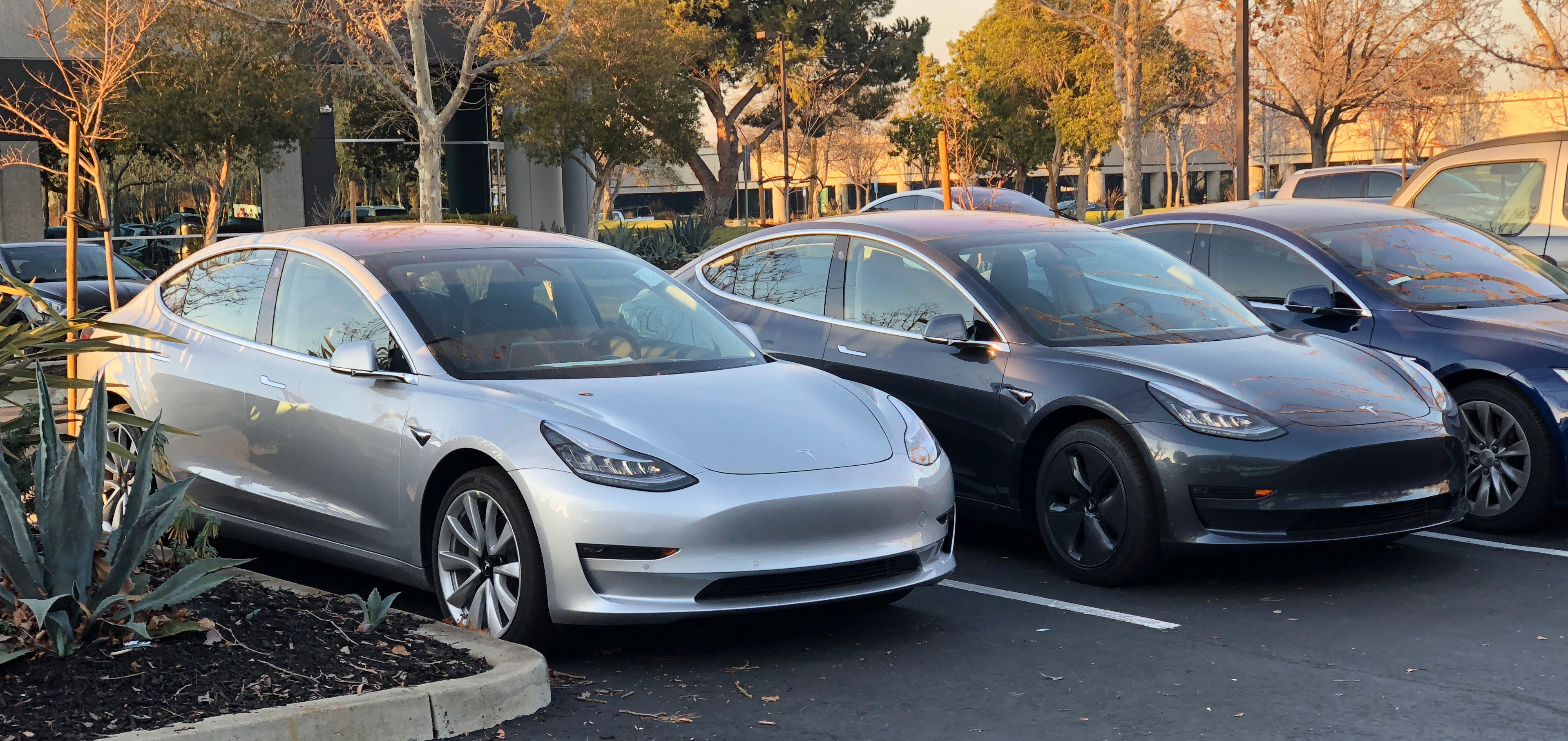
Tesla Model 3
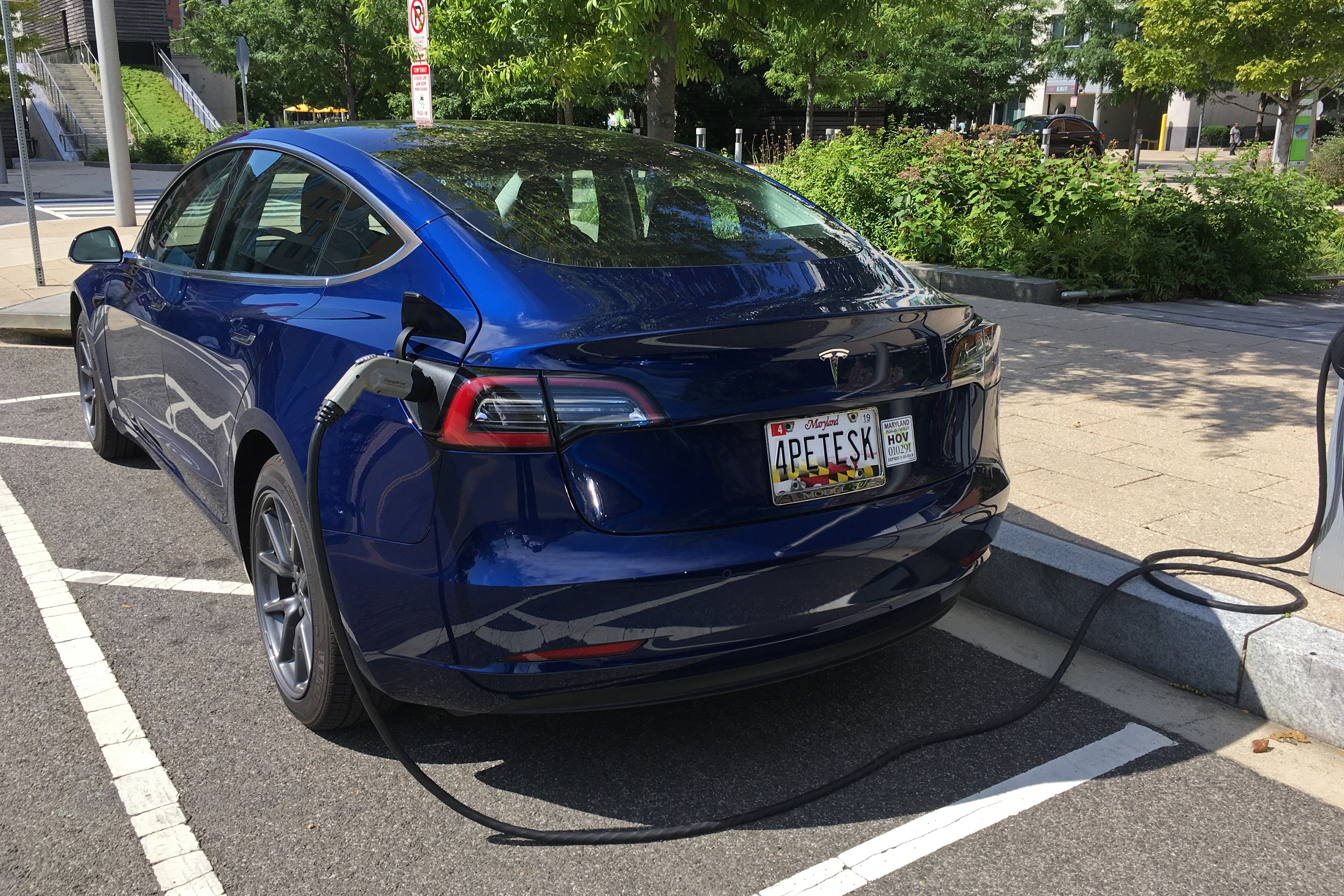
Tesla Model 3 на зарядке
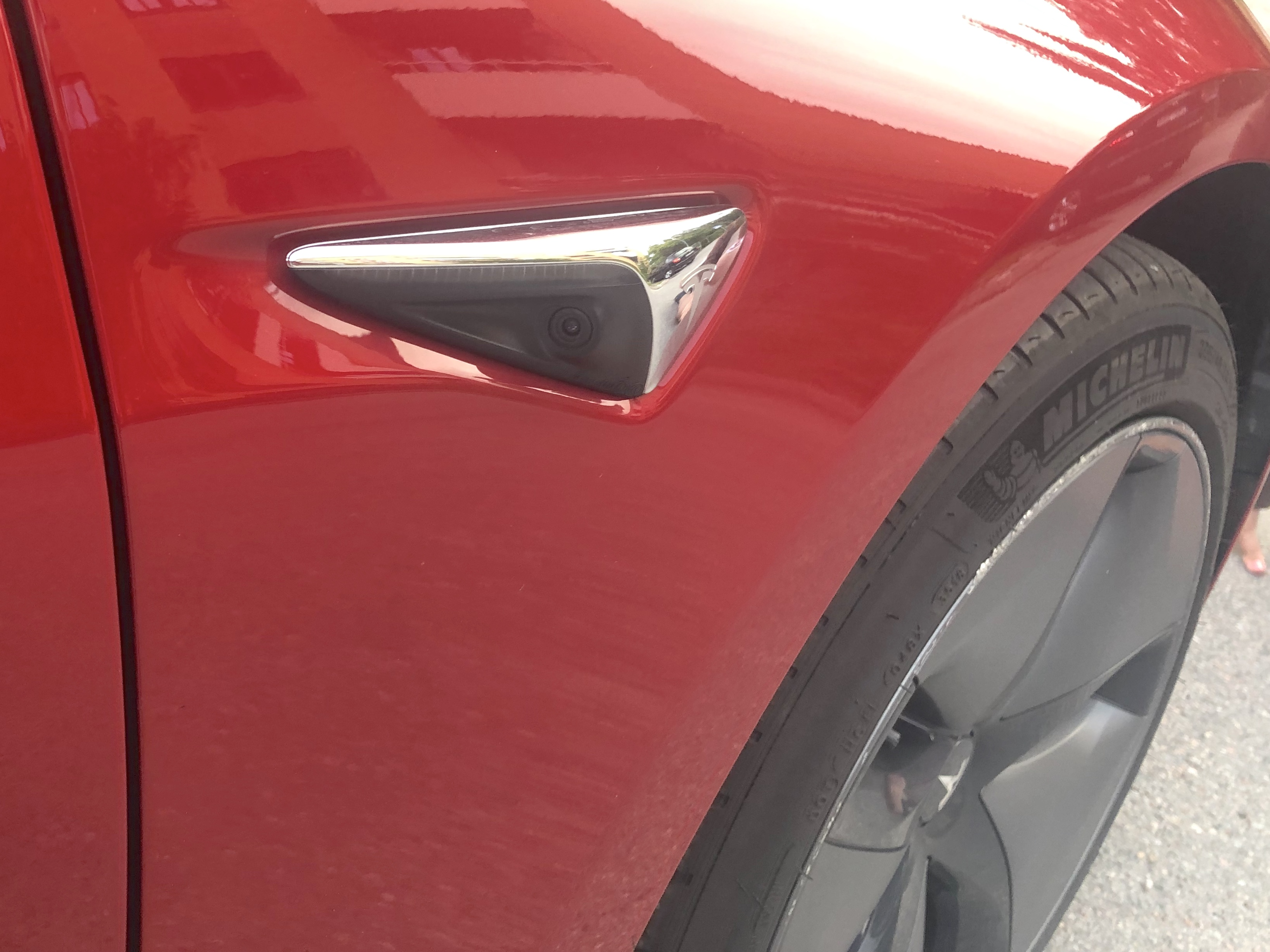
Задняя боковая камера Tesla Model 3
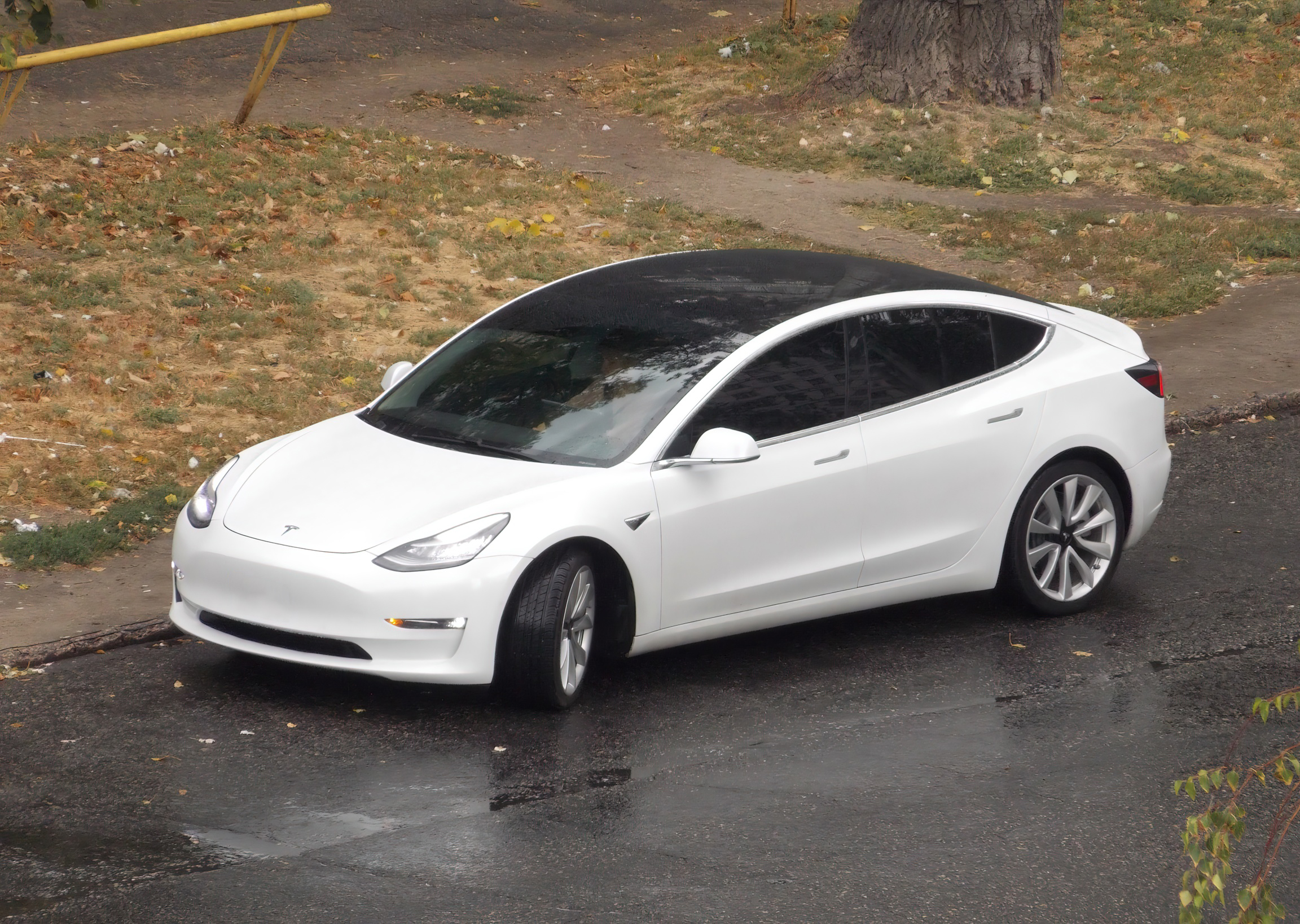
Tesla Model 3 осень в Запорожье